# Desarme de los moriscos valencianos
El desarme de los moriscos valencianos fue decretado por el rey Felipe II el 19 de enero de 1563 y publicado en el reino de Valencia el 8 de febrero del mismo año por el capitán general Alonso de Aragón, duque de Segorbe. El desarme se llevó a cabo durante el invierno del año 1563. 

## Pragmática
Una Real Pragmática del rey Felipe II, fechada el 19 de enero de 1563, prohibía que los moriscos del reino de Valencia, incluyendo a sus hijos y descendientes, tuvieran armas de ningún tipo, ni propias ni de otras personas, excepto cuchillos e instrumentos necesarios para usos de casa, artes y oficios. La Pragmática fue mandada publicar por don Alonso de Aragón, duque de Segorbe y de Cardona, lugarteniente y capitán general reino de Valencia.

## Consecuencias
La operación fue un éxito, puesto que a los moriscos valencianos les incautaron 25.000 armas de todo tipo, prácticamente una por cada hogar, con lo cual su capacidad militar disminuía, y por lo tanto se cumplía el objetivo político de neutralizar a la numerosa comunidad morisca del reino de Valencia. El proceso generó una relación de hogares con lista nominal de los "cabezas de familia", con posibilidad de aprovechamiento demográfico, y aparte, es un buen compendio de la antroponimia morisca.